# Vertrag von Newport
Der Vertrag von Newport (engl. Treaty of Newport) war ein gescheiterter Versuch, die Feindseligkeiten des Englischen Bürgerkriegs durch Verhandlungen zwischen König Karl I. und dem Langen Parlament zu beenden. Die Gespräche fanden zwischen dem 15. September und dem 27. November 1648 in Newport auf der Isle of Wight statt. Ursprünglich war vereinbart worden, dass die Verhandlungen nicht länger als 40 Tage dauern sollten – tatsächlich wurden sie trotz faktischen Stillstands ab Ende Oktober bis Ende November fortgeführt.

## Hintergrund
Nach dem Ende des zweiten Bürgerkriegs befand sich Karl I. in Haft auf Carisbrooke Castle. Das Parlament wollte eine erneute Eskalation durch die Armee vermeiden und hob im Frühjahr 1648 das zuvor beschlossene Vote of No Addresses auf, das alle Verhandlungen mit dem König untersagte.
Karl wurde auf Ehrenwort aus der Haft entlassen und in Newport untergebracht. Er begann die Verhandlungen, indem er seine bisherigen Erklärungen gegen das Parlament zurückzog. Gleichzeitig bestand er jedoch darauf, dass keine seiner Zugeständnisse Gültigkeit habe, solange kein vollständiges Gesamtabkommen erreicht worden sei – was von Anfang an einen unrealistischen Rahmen für die Gespräche schuf. Zudem sandte Karl heimlich Nachrichten an James Butler, 1. Marquis of Ormond, mit der Anweisung, kein in Newport getroffenes Abkommen anzuerkennen.

## Verhandlungskommission
Das Parlament entsandte 15 Kommissare mit unterschiedlichen politischen Positionen:

### Presbyterianer
Diese Fraktion strebte einen Ausgleich mit dem König an, um die Monarchie zu erhalten:
- Denzil Holles
- John Glynne
- John Crewe
- John Potts
- John Bulkeley

### Unabhängige (Independent)
Moderate Vertreter, die die im Puritanischen Umbruch gewonnenen Rechte des Parlaments sichern wollten:
- Henry Vane der Jüngere
- Nathaniel Fiennes
- William Pierrepont
- Samuel Browne
- Algernon Percy, 10. Earl of Northumberland
- William Fiennes, 1. Viscount Saye and Sele

### Unparteiische/Andere
- Philip Herbert, 4. Earl of Pembroke
- William Cecil, 2. Earl of Salisbury
- James Cranfield, 2. Earl of Middlesex
- Thomas Wenman, 2. Viscount Wenman

## Verlauf und Scheitern
Obwohl Karl einige Zugeständnisse machte – z. B. eine zeitlich befristete parlamentarische Kontrolle über das Militär sowie eine Duldung des Presbyterianismus – verweigerte er entscheidende Forderungen wie die vollständige Abschaffung des Episkopats.
Während ein Teil der gemäßigten Parlamentsmitglieder weiter auf eine Einigung hoffte, verloren radikale Kräfte innerhalb der Armee zunehmend die Geduld mit dem König. Die Nachricht, dass Karl eventuell nach London gebracht werden sollte, um das Abkommen zu finalisieren, führte zur Eskalation.
Am 6. Dezember 1648 führten Armeekräfte unter Oberst Thomas Pride die sogenannte Pride's Purge durch, bei der 231 Abgeordnete ausgeschlossen wurden. Das verbliebene „Rumpfparlament“ erklärte am 13. Dezember 1648 die Verhandlungen von Newport für gescheitert.

## Folgen
Karl I. wurde nach Hurst Castle gebracht und später wegen Hochverrats angeklagt. Am 30. Januar 1649 wurde er hingerichtet. Damit endete die Monarchie in England vorübergehend, und der Commonwealth of England wurde ausgerufen.